# جون هيل (كاتب)
جون هيل (بالإنجليزية: John Hill)‏ هو منتج أفلام وكاتب سيناريو أمريكي، ولد في القرن العشرين في الولايات المتحدة، وتوفي في 2017.

## وصلات خارجية
- جون هيل على موقع IMDb (الإنجليزية)
- جون هيل على موقع ألو سيني (الفرنسية)
- جون هيل على موقع قاعدة بيانات الأفلام السويدية (السويدية)
- جون هيل على موقع قاعدة بيانات الفيلم (الإنجليزية)
- جون هيل على موقع كينوبويسك (الروسية)